# Sun Hongyi
Sun Hongyi, född 28 juli 1993, är en kinesisk taekwondoutövare. 

## Karriär
Sun började med taekwondo 2007 på en skola i Hulunbuir. Vid Grand Prix 2018 tog han brons i +80 kg-klassen i både Taoyuan och Manchester. I oktober 2019 tog Sun  återigen brons i +80 kg-klassen vid Grand Prix i Sofia.
I juli 2021 tävlade Sun vid OS i Tokyo där han blev utslagen i semifinalen i +80 kg-klassen av ryska Vladislav Larin. Sun förlorade sedan även bronsmatchen mot kubanska Rafael Alba med 5–4.